# Besserud
Besserud - naziemna stacja metra w Oslo, położona na trasie linii metra Holmenkollen (Linia 1) w dzielnicy Vestre Aker. 

## Historia
Stację otwarto w dniu 31 maja 1898 roku pod nazwą Holmenkollen. Kiedy linię przedłużono do Frognerseteren w dniu 16 maja 1916 stacji nadano obecną nazwę Holmenkollbanen. Drewniany budynek dworca zaprojektował architekt Paul Due.